# Cogullada de Sykes
La cogullada de Sykes (Galerida deva) és una espècie d'ocell de la família dels alàudids (Alaudidae).

## Hàbitat i distribució
habita terrenys nus, zones pedregoses, garrigues i terres de conreu de l'Índia.